# Famille von Gottberg
La famille von Gottberg est le nom d'une ancienne famille noble qui trouve ses origines dans la Marche de Brandebourg. De là, elle s'est étendue au Mecklembourg (éteinte), à travers la Nouvelle-Marche jusqu'en Poméranie et jusqu'en Prusse.

## Histoire

### Moyen Âge
La famille est mentionnée pour la première fois en 1246 avec Conradus de Gottgerge. La première maison de la famille est sûrement Geestgottberg, qui tombe cependant aux mains des nobles Gans à Wittenberge (de) après 1300. Jusqu'en 1470 environ, les générations suivantes se concentrent dans la deuxième maison familiale, à Gottberg an der Dosse. Une autre branche est allée à Sarmstorf dans le Mecklembourg, mais s'éteint vers 1360.
Entre 1330 et 1477, une branche devenue bourgeoise, dérivée de la deuxième maison, s'installe à Neuruppin. La troisième maison Gottberg est fondée entre Arnswalde et Pyritz en Nouvelle-Marche dès 1260. La lignée continue de la famille commence là avec Michael Gottberg, propriétaire de cette propriété du même nom, plus tard également conseiller et supérieur à Stargard et membre de la guilde des orfèvres locaux après 1500. Cependant, cette lignée est également tombée dans la bourgeoisie en raison des activités artisanales.

### Temps modernes

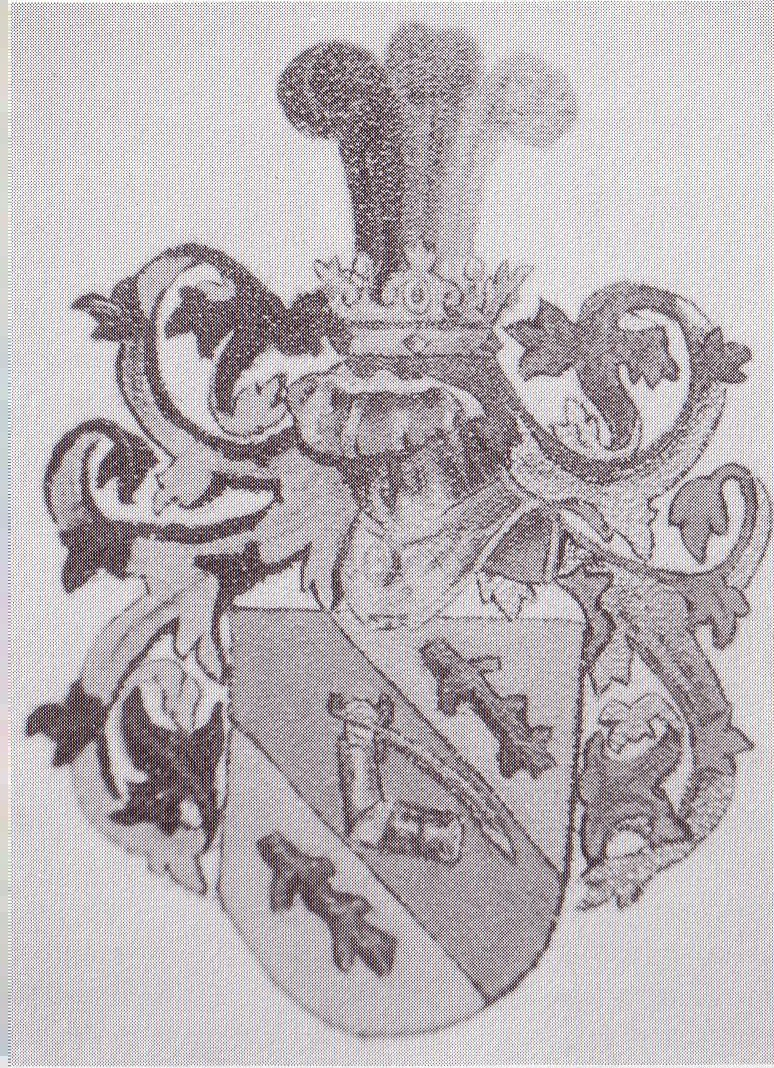
Armoiries de la famille von Gottberg

Peter Gottberg (mort en 1595), également orfèvre à Stargard, et le fils de ce dernier perpétuent la lignée. Ses trois fils se retrouvent à des postes élevés dans les armées d'Europe : Jakob (de) (mort après 1614) est commandant de Pernau en 1600, et amiral suédois après 1611. Son oncle maternel, Joachim Scheel (de) (mort en 1606), est même devenu auparavant amiral impérial suédois . Paul (mort en 1629) est également au service suédois et passe des années de sa vie sur les champs de bataille de la guerre du Nord. Après avoir pris sa retraite avec le grade de colonel, il acquiert en 1617 ce qui deviendra plus tard le domaine Groß et Klein Dübsow pour la famille. Peter (mort en 1634) occupe divers postes au sein des Suédois et de la Pologne, de l'empereur et des ducs de Poméranie en tant qu'officier et diplomate. Il a également obtenu des mérites particuliers en tant que capitaine à Lauenbourg. Il acquit Groß et Klein Peterkau pour la famille, entre autres propriétés qu'il possède. Les frères Pierre et Paul sont anoblis par l'empereur Rodolphe II en 1595.
Tous les membres de la famille vivant aujourd'hui sont les descendants de Paul ci-dessus ou de son petit-fils Franz Döring (mort en 1735). La famille est également propriétaire permanente de Labüssow depuis 1669. Une autre possession est Starnitz. Les frères Wilhelm (mort en 1848), Werner (mort en 1846) et Heinrich (mort en 1859) s'installent en Prusse-Orientale et fondent ainsi la branche prussienne de la famille, qui possède les domaines Klein et Groß Klitten (de) près de Domnau, Preußisch Wilten (de) et Woopen.

## Blason

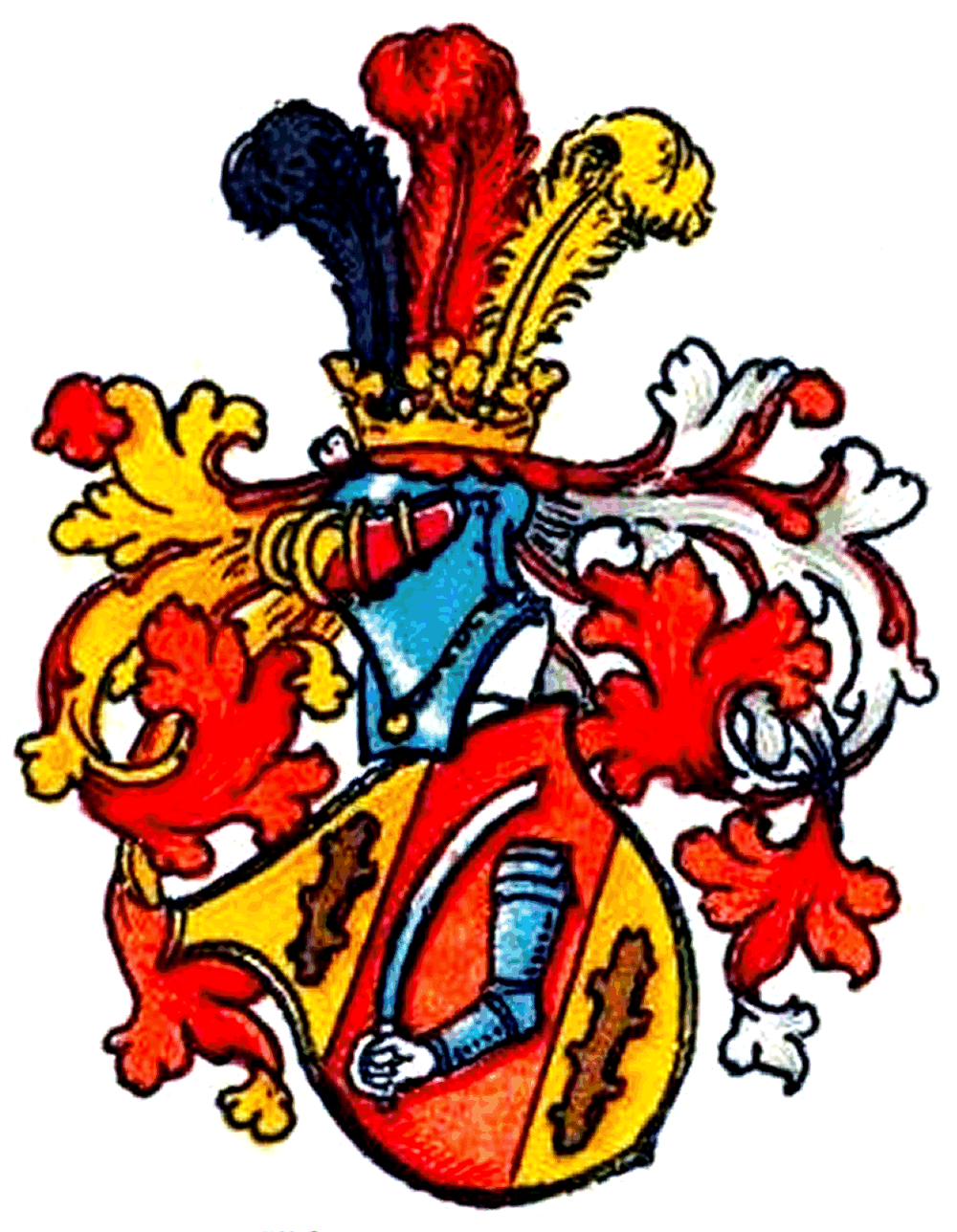
Armoiries de la famille von Gottberg

Le 8 novembre 1595, au cours de l'anoblissement, les armoiries paternelles des frères Peter et Paul sont modifiées, décorées et améliorées par l'empereur Rodolphe II au château de Prague avec pour résultat le blason suivant. Bouclier : en or, une large barre diagonale rouge recouverte d'un bras droit blindé, qui balance un sabre turc poli, accompagné de deux branches brunes tronquées allongées dans la direction. Casque : avec housses noires et dorées à droite, rouges et noires à gauche, trois plumes d'autruche (noires, rouges, dorées).

## Personnalités
- Jakob Gottberg (de) (mort après 1614), amiral suédois
- Wilhelm Boguslaw von Gottberg (1731–1804), administrateur prussien et directeur régional de l'arrondissement d'Heilsberg[5]
- Christian Ludwig Friedrich von Gottberg (de) (1789-1850), administrateur prussien de l'arrondissement de Stolp
- Hans Hugo Erdmann von Gottberg (de) (1812-1890), propriétaire foncier et homme politique prussien
- Walter von Gottberg (de) (1823-1885), général d'infanterie prussien
- Franz Wilhelm von Gottberg (de) (1824-1869), capitaine de digue de l'Oderbruch
- Otto von Gottberg (de) (1831-1913), propriétaire foncier, député de la chambre des seigneurs de Prusse et administrateur de l'arrondissement de Bartenstein
- Richard von Gottberg (de) (1833-1910), lieutenant général prussien
- Hans von Gottberg (1842-1906), lieutenant général prussien
- Peter-Lorenz von Gottberg (1862-1918), colonel et commandant de la 31e brigade d'infanterie, tué au combat le 17 août 1918 en Flandre
- Heinrich von Gottberg (de) (1864-1931), propriétaire foncier et administrateur de l'arrondissement de Bartenstein
- Wolf von Gottberg (de) (1865-1938), administrateur de l'arrondissement de Crossen-sur-l'Oder
- Döring von Gottberg (1865-1945), général de division allemand
- Otto von Gottberg (1867-1945), écrivain et journaliste allemand
- Klementine Elsbeth Anna von Gottberg (de) (1885-1958), résistante allemande
- Hans-Egon von Gottberg (1891-1914), lieutenant et fondateur des éclaireurs allemands[6]
- Curt von Gottberg (1896-1945), SS Obergruppenführer et criminel de guerre
- Helmut von Gottberg (1914-1998), premier lieutenant de la Wehrmacht, résistant
- Hans Lorenz von Gottberg (1923-1987), lieutenant-colonel, auteur et chef scout
- Döring-Ernst von Gottberg (né en 1927), vice-président de la Bundesdruckerei, auteur (« Une jeunesse dans le Reich hitlérien. Souvenirs d’un témoin contemporain »)
- Rasmus von Gottberg (de) (1932-2010), écrivain, réalisateur et producteur allemand
- Wilhelm von Gottberg (né en 1940), homme politique allemand (CDU, AfD), député du Bundestag, policier et responsable des personnes déplacées